# Dumbrava (Timiș)
Dumbrava (en hongrois : Igazfalva) est une commune du județ de Timiș en Roumanie.